# Tanimbarmonark
Tanimbarmonark (Carterornis castus) är en fågel i familjen monarker inom ordningen tättingar.

## Utbredning och systematik
Fågeln förekommer enbart i Tanimbaröarna. Den betraktas tidigare oftast som underart till vithalsad monark (C. pileatus), men urskiljs numera allmänt som egen art.

## Status
IUCN kategoriserar den som nära hotad.